# Gare d’Aulnat-Aéroport
Gare d'Aulnat-Aéroport – przystanek kolejowy w Aulnat, w departamencie Puy-de-Dôme, w regionie Owernia-Rodan-Alpy, we Francji. Znajduje się w bardzo bliskiej odległości od Portu lotniczego Clermont-Ferrand.
Przystanek został otwarty w 2011 przez Société nationale des chemins de fer français (SNCF) i jest obsługiwany przez pociągi TER Auvergne.

## Położenie
Znajduje się na wysokości 320 m n.p.m., na km 5,105 Clermont-Ferrand – Saint-Just-sur-Loire, pomiędzy stacjami Clermont-Ferrand i Pont-du-Château. 

## Linie kolejowe
- Clermont-Ferrand – Saint-Just-sur-Loire